# Carl Reimers
Thomas Carl Reimers, alternativ auch Karl Reimers (* 6. Juni 1901 in Kiel; † 13. Mai 1969 in Wuppertal) war ein deutscher Chirurg.

## Leben
Reimers wurde in Kiel geboren. Nach seinem Medizinstudium in Würzburg war er zunächst physiologisch-chemisch tätig, bevor er ab 1929 seine chirurgische Ausbildung bei Fritz König begann. 1935 habilitierte er sich und wechselte 1936 als Ordinarius für das Fach Chirurgie an die Militärärztliche Hochschule Kanton, wo er auch als beratender Chirurg für die 4. Kwangtung Armee tätig war. Nach der Besetzung und Zerstörung der Stadt durch japanische Truppen kehrte er 1938 nach Würzburg zurück, wo er zunächst außerplanmäßiger Professor und ab 1940 planmäßiger außerordentlicher Professor und stellvertretender Leiter der Chirurgischen Universitätsklinik Würzburg wurde. Während des Zweiten Weltkriegs war er als Oberstabsarzt als Beratender Chirurg für die Wehrmacht tätig. Dabei wurde Reimers nicht Mitglied der NSDAP. Nach dem Krieg wechselte Reimers an das Ferdinand-Sauerbruch-Klinikum in Wuppertal, wo er die Chirurgische Klinik neu aufbaute. Hierbei vertrat er das gesamte Gebiet der Chirurgie einschließlich der Urologie, Neuro-, Gefäß-, Lungen- und Viszeralchirurgie sowie Orthopädie.
Er blieb bis zu seinem 67. Lebensjahr in Wuppertal und wechselte nach seiner Berentung als Operateur an die Lungenfachklinik Aprath, wo er Patienten mit Lungentuberkulose operierte.
Reimers starb am 13. Mai 1969 in Wuppertal bei den Arbeiten zu einem Chirurgischen Operationslehrbuch.
Politisch war Riemers als stellvertretender Kreisvorsitzender der FDP in Wuppertal tätig.:S. 90

## Ehrungen und Auszeichnungen
- 1967 – Großes Verdienstkreuz des Verdienstordens der Bundesrepublik Deutschland
- 2006 – wurde die Carl-Reimers-Straße, eine Seitenstraße am Helios Klinikum Wuppertal (ehemals Ferdinand-Sauerbruch-Klinikum), nach ihm benannt.[4]

## Schriften (Auswahl)
- C. REIMERS, J. NEUDECK: [Disorders of cerebrospinal fluid formation and resorption following blunt injury of the brain]. In: Deutsche Zeitschrift für Nervenheilkunde. Band 164, Nummer 5–6, 1950, S. 509–524, ISSN 0367-004X. PMID 14802173.
- C. REIMERS: [Chondrosis dissecans of the hyaline cartilage of the terminal vertebral facies as a cause of disk prolapse]. In: Langenbecks Archiv für klinische Chirurgie vereinigt mit Deutsche Zeitschrift für Chirurgie. Band 267, 1951, S. 469–472, PMID 14820260.
- C. REIMERS: [Discal ischialgia, discal lumbago and accident jurisprudence]. In: Der Chirurg; Zeitschrift für alle Gebiete der operativen Medizen. Band 22, Nummer 6, Juni 1951, S. 241–246, ISSN 0009-4722. PMID 14848902.
- C. REIMERS: [Screwing of medial fracture of the femoral neck]. In: Langenbecks Archiv für klinische Chirurgie vereinigt mit Deutsche Zeitschrift für Chirurgie. Band 270, November 1951, S. 449–454, PMID 14928696.
- C. REIMERS: [Fractures of the lower end of the leg]. In: Langenbecks Archiv für klinische Chirurgie vereinigt mit Deutsche Zeitschrift für Chirurgie. Band 276, 1953, S. 260–278, PMID 13143797.
- C. REIMERS: [Treatment of fractures of the upper third of the femur]. In: Langenbecks Archiv für klinische Chirurgie vereinigt mit Deutsche Zeitschrift für Chirurgie. Band 282, 1955, S. 228–236, PMID 13308030.
- C. REIMERS: [Dorsal extension splints of sections of the spine by means of internal splinting]. In: Der Chirurg; Zeitschrift für alle Gebiete der operativen Medizen. Band 27, Nummer 1, Januar 1956, S. 10–16, ISSN 0009-4722. PMID 13293783.
- C. REIMERS: [To date results of Judet's hip arthroplasty]. In: Langenbecks Archiv für klinische Chirurgie vereinigt mit Deutsche Zeitschrift für Chirurgie. Band 284, 1956, S. 680–692, PMID 13399317.
- C. REIMERS: [Experiences in the surgical extension therapy of cervical spine luxations]. In: Langenbecks Archiv für klinische Chirurgie vereinigt mit Deutsche Zeitschrift für Chirurgie. Band 292, 1959, S. 525–529, PMID 14437141.
- C. REIMERS: [Surgical treatment of spondylolisthesis]. In: Langenbecks Archiv für klinische Chirurgie vereinigt mit Deutsche Zeitschrift für Chirurgie. Band 298, 1961, S. 213–223, PMID 14491239.
- C. REIMERS: [Automatic drainage of the blood by controlled pressure]. In: Der Chirurg; Zeitschrift für alle Gebiete der operativen Medizen. Band 33, Dezember 1962, S. 563–565, ISSN 0009-4722. PMID 13981437.
- C. REIMERS: [EXPERIENCES WITH PRIMARY DOUBLE SCREW FIXATION AS SIMULTANEOUS OSTEOSYNTHESIS FOR PREVENTION OF FEMORAL NECK PSEUDARTHROSES]. In: Hefte zur Unfallheilkunde. Band 78, 1964, S. 138–143, ISSN 0085-1469. PMID 14188617.
- C. Reimers: [On the origin of herniated disks on isolated osteochondrous sites]. In: Langenbecks Archiv für Chirurgie. Band 316, 1966, S. 319–323, ISSN 0023-8236. PMID 5979698.
- C. Reimers: [On the formation of intervertebral disk hernias caused by isolated osteochondritis]. In: Medizinische Klinik. Band 61, Nummer 22, Juni 1966, S. 891, ISSN 0025-8458. PMID 5999772.
- C. Reimers: [The care of protracted hip joint dislocations]. In: Hefte zur Unfallheilkunde. Band 91, 1967, S. 32–35, ISSN 0085-1469. PMID 6079493.
- C. Reimers: [On the principle of the sliding osteosynthesis in treatment of femoral neck fractures]. In: Hefte zur Unfallheilkunde. Band 97, 1968, S. 77–81, ISSN 0085-1469. PMID 5712860.